# Tanaecia sthavara
Tanaecia sthavara är en fjärilsart som beskrevs av Hans Fruhstorfer 1913. Tanaecia sthavara ingår i släktet Tanaecia och familjen praktfjärilar. Inga underarter finns listade i Catalogue of Life.